# São João do Ivaí
São João do Ivaí ist ein brasilianisches Munizip im Bundesstaat Paraná. Es hat 10.667 Einwohner (2022), die sich São-Joanenser nennen. Seine Fläche beträgt 353 km². Es liegt 483 Meter über dem Meeresspiegel.

## Etymologie
Der Name wurde zu Ehren des Heiligen Johannes des Täufers gewählt und zur Unterscheidung von anderen Orten um den Zusatz des Flussnamens Ivaí ergänzt.

## Geschichte

### Besiedlung
Zu Beginn des 16. Jahrhunderts war die Gegend im Norden von Paraná, in der sich heute die Stadt São João do Ivaí befindet, die erste im Bundesstaat, die von Bandeirantes durchzogen und in der die Jesuiten wirkten. Das Vordringen in das Hinterland erfolgte über den Peabiru-Weg, auch Sankt-Thomas-Weg genannt, und über die Flüsse Piquirí und Ivaí. Im Jahr 1760 bereiste die Expedition von Estevão Ribeiro de Baião von Curitiba aus das Land. Sie bestand aus 75 Männern und erreichte die Region, die fortan Campos de Mourão genannt wurde. Diesen Namen erhielt sie zu Ehren von Luiz Antonio de Souza Botelho Mourão, des Gouverneurs des Kapitanats São Paulo, zu der das Gebiet von Paraná damals gehörte. Von 1760 bis 1912 war die Region mit wilden Wäldern mit nur wenigen, vereinzelten Pfaden bedeckt, Zeichen der ersten Familien, die in den Urwald eindrangen.
Die Wiederbesiedlungsphase der Region begann 1930. Bis dahin gab es keinerlei geplante Kolonisierung, es entstanden ab 1912 nur von Zeit zu Zeit einzelne Herbergen und kleine Weiler. Die ersten dauerhaften Bewohner der Siedlung São João do Ivaí kamen 1945. Sie begannen, das Land zu roden und Wege und Lichtungen anzulegen. Im Jahr 1948 richtete Orozimbo Martins einen kleinen Verkaufsladen ein. Hier fand man alles, von Stoffen und Medikamenten bis hin zur Bank, die den Einwohnern der Region Kredite gewährte. Als Treffpunkt wurde er zum Zentrum der Entscheidungen der Gemeinschaft.
Am 13. Mai 1948 wurde der erste Rosenkranz am Fuße des Kreuzes durch den Kaplan Sebastião Curitibano gebetet. Zu Ehren des Heiligen Johannes des Täufers wurde der Ort nach ihm benannt. In diesem Jahr kam es zu einem Anstieg der Bautätigkeit und der Zahl der Grundstücksverkäufe. Im Dezember 1948 wurde eine Kapelle gebaut, in der Pater João Coling aus Pitanga die erste Messe zelebrierte. Hochzeiten und Taufen wurden in Guarita, heute ein Distrikt im Nachbarmunizip Lunardelli, gefeiert.
Im Jahr 1950 verfügte der Weiler bereits über einen Friedhof. Es wurde eine Trasse eröffnet, die São João do Ivaí mit São Pedro do Ivaí verbindet. Zu dieser Zeit konnte der Ivaí nur mit dem Kanu überquert werden. Erst 1951 wurde der Fährverkehr vom Hafen Laranjeira Doce, später Porto São João, aufgenommen. Im selben Jahr wurde die erste Schule gegründet.
1954 kaufte Bischof José Martins Vieira die Landrechte von Orozimbo Martins. Um seiner Mutter zu huldigen, änderte Bischof Vieira den Namen des Dorfes in São João da Ocalina, was der Bevölkerung jedoch missfiel. Auf seine Initiative hin wurde das erste Sägewerk errichtet, das Bauholz für die Errichtung verschiedener Bauwerke herstellte.
Jahre später kam der aus Batatais im Staat São Paulo stammende Durval Costa in die Region, der nach dem Kauf der Gebietsrechte große Verbesserungen durchführte, wie z. B. eine Kaffeeverarbeitungsanlage und einen Stromgenerator. Er spendete Land für den Bau von Kirchen, Schulen und eines Fußballstadions. Auf seine Initiative hin gelang es ihm in Zusammenarbeit mit den Kaufleuten, eine Filiale des Banco de Crédito Rural de Ivaiporã Sociedade Cooperativa einzurichten. Neben all diesen Vorteilen war es auch seiner Initiative zu verdanken, dass der Name der Siedlung wieder in São João geändert wurde. Sie gehörte bis dahin zum Munizip Manoel Ribas und ging 1962 an das Munizip Ivaiporã über.

### Erhebung zum Munizip
São João do Ivaí wurde durch das Staatsgesetz Nr. 4859 vom 28. April 1964 aus Ivaiporã ausgegliedert und in den Rang eines Munizips erhoben. Es wurde am 20. Dezember 1964 als Munizip installiert.

## Geografie

### Fläche und Lage
São João do Ivaí liegt auf dem Terceiro Planalto Paranaense (der Dritten oder Guarapuava-Hochebene von Paraná). Seine Fläche beträgt 353 km². Es liegt auf einer Höhe von 483 Metern.

### Vegetation
Das Biom von São João do Ivaí ist Mata Atlântica.

### Klima
Das Klima ist warm und gemäßigt. Es werden hohe Niederschlagsmengen verzeichnet (1490 mm pro Jahr). Die Klimaklassifikation nach Köppen und Geiger lautet Cfa. Im Jahresdurchschnitt liegt die Temperatur bei 21,7 °C.

### Gewässer
São João do Ivaí liegt im Einzugsgebiet des Ivaí. Dieser bildet die nördliche Grenze des Munizips. Der Rio Corumbataí bildet die westliche Grenze des Munizips zu Fênix und Barbosa Ferraz. Durch das Munizipgebiet fließt der Rio da Bulba von Süd nach Nord zum Ivaí.

### Straßen
São João do Ivaí ist über die PR-082 mit Engenheiro Beltrão im Westen und Ivaiporã im Osten verbunden. Über die PR-457 kommt man im Norden nach São Pedro do Ivaí, wo man über die PRT-369 Anschluss an die BR-369 (Rodovia do Café) hat.

### Nachbarmunizipien
| Fênix          | São Pedro do Ivaí                           | Kaloré       |
| Barbosa Ferraz | Kompassrose, die auf Nachbargemeinden zeigt | Borrazópolis |
|                | Godoy Moreira                               | Lunardelli   |

## Stadtverwaltung
Bürgermeisterin: Carla Suzi Emerenciano, PSL (2021–2024)
Vizebürgermeister: Danilo Parpinelli, PSL (2021–2024)

## Demografie

### Bevölkerungsentwicklung
| Jahr | Einwohner | Stadt | Land |
| ---- | --------- | ----- | ---- |
| 1970 | 47.762    | 9 %   | 91 % |
| 1980 | 41.293    | 27 %  | 73 % |
| 1991 | 16.663    | 59 %  | 41 % |
| 2000 | 13.196    | 71 %  | 29 % |
| 2010 | 11.525    | 77 %  | 23 % |
| 2022 | 10.667    |       |      |

Quelle: IBGE (2011) und Volkszählung 2022

### Ethnische Zusammensetzung
| Gruppe * | 1991    | 2000    | 2010    | wer sich als …                                                                   |
| --- | ------- | ------- | ------- | -------------------------------------------------------------------------------- |
| Weiße | 73,1 %  | 67,5 %  | 56,1 %  | weiß bezeichnet                                                                  |
| Schwarze | 2,3 %   | 3,2 %   | 4,3 %   | schwarz bezeichnet                                                               |
| Gelbe | 0,7 %   | 0,2 %   | 0,7 %   | von fernöstlicher Herkunft wie japanisch, chinesisch, koreanisch etc. bezeichnet |
| Braune | 23,2 %  | 28,7 %  | 38,6 %  | braun oder als Mischung aus mehreren Gruppen bezeichnet                          |
| Indigene | 0,1 %   | 0,3 %   | 0,3 %   | Ureinwohner oder Indio bezeichnet                                                |
| ohne Angabe | 0,6 %   | 0,1 %   | 0,0 %   |                                                                                  |
| Gesamt | 100,0 % | 100,0 % | 100,0 % |                                                                                  |
| *) Das IBGE verwendet für Volkszählungen ausschließlich diese fünf Gruppen. Es verzichtet bewusst auf Erläuterungen. Die Zugehörigkeit wird vom Einwohner selbst festgelegt. |         |         |         |                                                                                  |

Quelle: IBGE (Stand: 1991, 2000 und 2010)